# Distretto di Kegeyli
Il distretto di Kegeyli è uno dei 14 distretti della Repubblica autonoma del Karakalpakstan, in Uzbekistan. Il capoluogo è Kegeyli.
Il distretto di Kegeyli è stato creato nel 2004 dalla fusione del precedente distretto di Bozatau con l'esistente distretto di Kegeyli. In precedenza esistevano quindi 15 distretti nel Karakalpakstan.